# Meishan (varken)

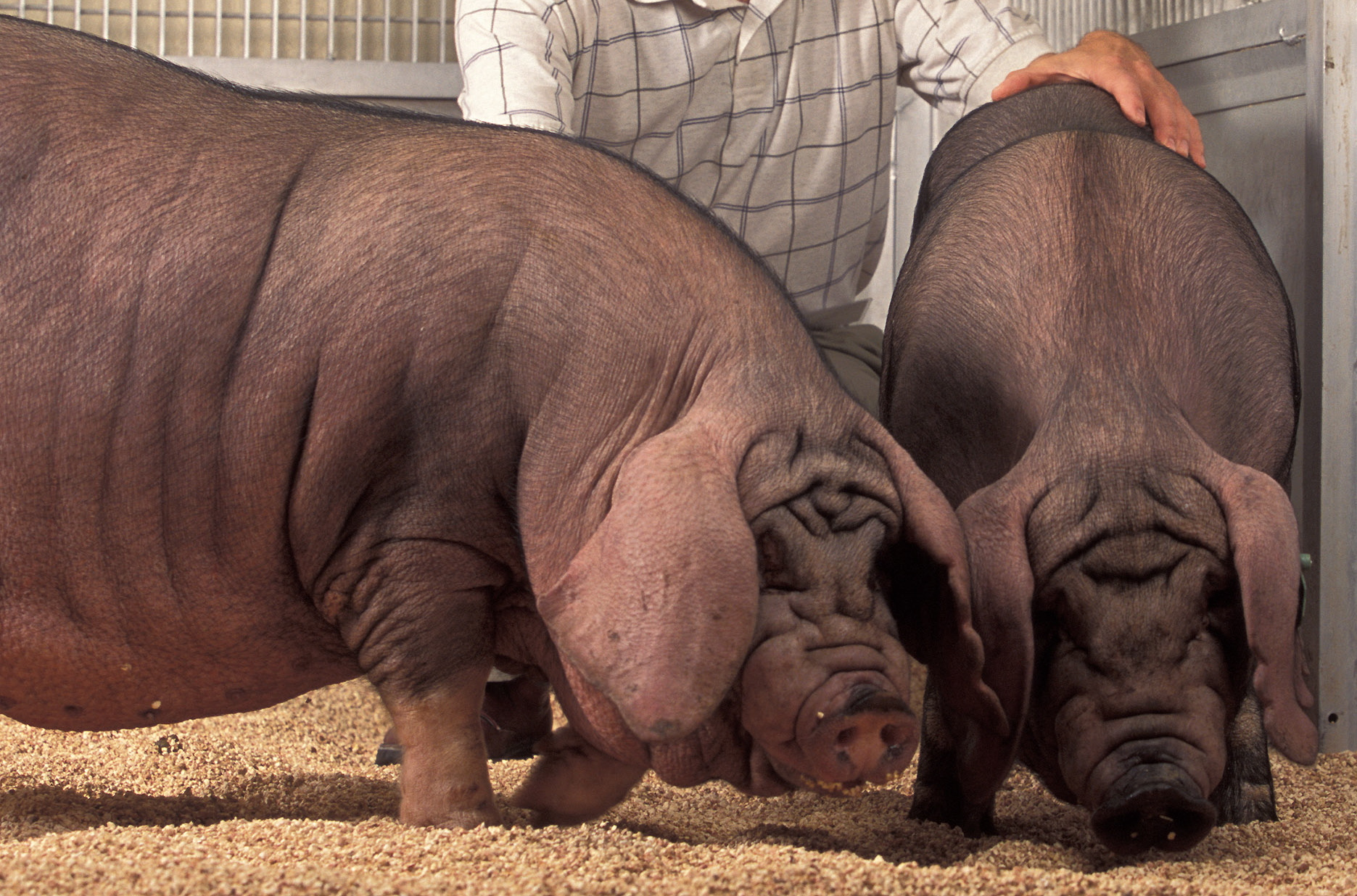
Meishans

De Meishan is een varkensras uit het zuiden van China, genoemd naar het district Meishan. Het ras komt voort uit het Taihu-varken. 

## Kenmerken
Het is een klein tot middelgroot varken met grote, afhangende oren en een gerimpelde zwarte huid. Het staat bekend om de grote worp van vaak 15 of 16 biggen. De grote vruchtbaarheid leidde ertoe dat het ras in de jaren tachtig van de twintigste eeuw door de USDA Agricultural Research Service in de Verenigde Staten werd geïmporteerd. Er zijn echter maar weinig varkenshouderijen die het dier exploiteren, omdat het varken trager groeit en een overdaad aan vet bevat. Anderzijds wordt het dier wel heel vroeg volwassen, en zowel de beren als de zeugen beschikken over eigenschappen die het varken tot een van de productiefste varkensrassen ter wereld maken.  